# Steffeshausen

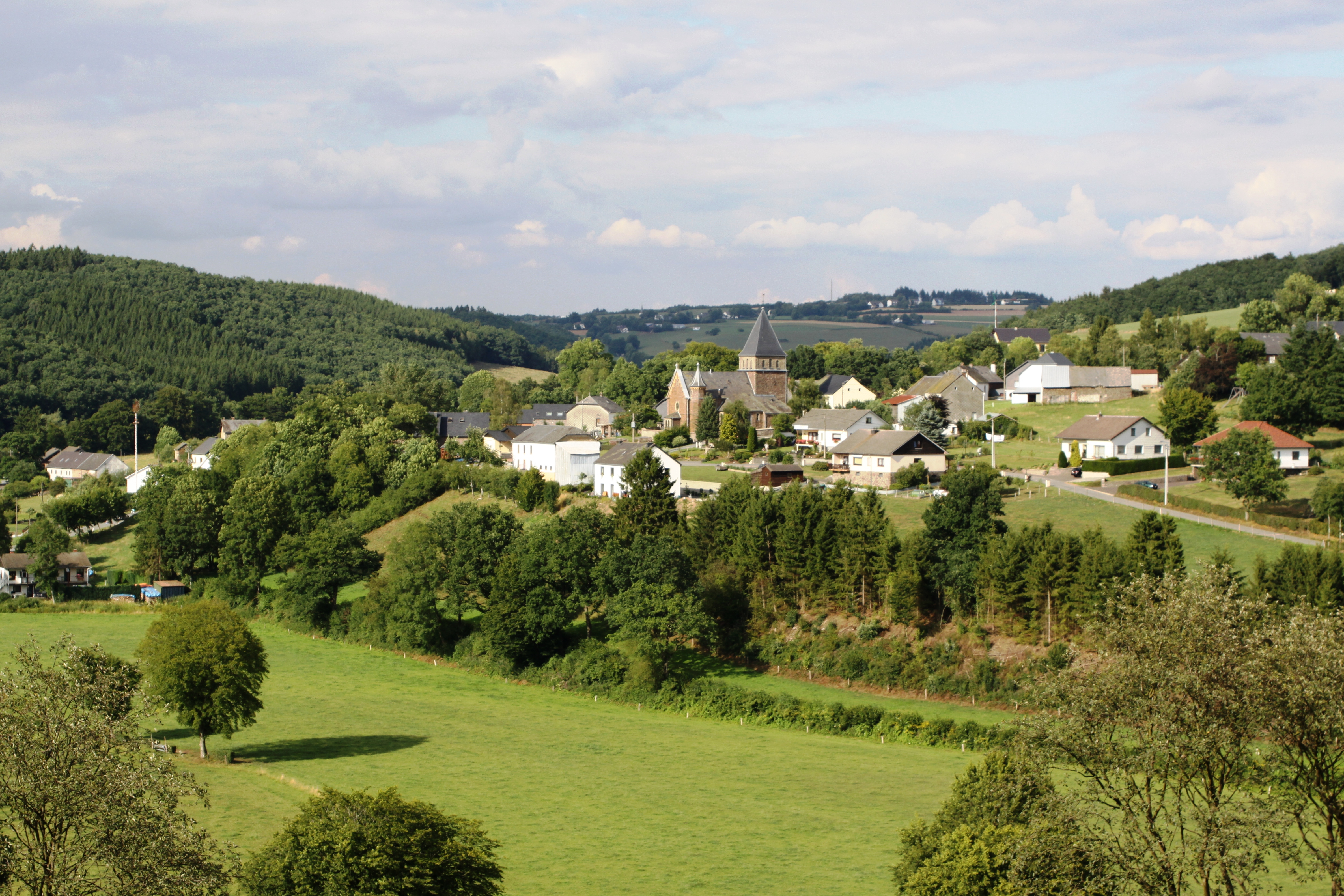
Zicht op Steffeshausen

Steffeshausen is een dorp binnen de gemeente Burg-Reuland, provincie Luik, België.
Steffeshausen is een dorp in het Duitstalige gedeelte, de Oost-Kantons, van België. Geografisch gezien ligt het in de Belgische Ardennen / Belgische Eiffel.

## Geschiedenis
Hoewel weinig bekend is omtrent het ontstaan van Steffeshausen is er zeker sprake van een geslacht van heren van Steffeshausen. Zo wordt, voor het eerst, in 1214, melding gemaakt van Verric de Stevenshusen, en in 1404 was er sprake van ene Johann von Steffeshausen. Bij een census in 1501 werden er acht vuurhaarden geteld. Ook zou er in de 12e of 13e eeuw al een romaanse kerk hebben gestaan. Ook is er een burcht geweest, die echter in de Franse tijd, einde 18e eeuw, werd gesloopt.
Het dorp vormt samen met het nabijgelegen dorp Auel één parochie. Steffeshausen ligt in het dal van de rivier de Our, aan de rechteroever en tegen de helling van de berg Steinkopf (510 meter) op enkele honderden meters van de Duitse grens. De rivier en grens (grenspaal 73 tot grenspaal 148) bepalen de geografische/formele grenzen van het dorp samen met Auel.
Steffeshausen is een klein dorp van ongeveer 49 huizen met een bevolking van ongeveer 112 bewoners (peildatum 2023) in de hele gemeente Reuland wonen 3967 inwoners (peildatum 2023). De oppervlakte van de gemeente Reuland is 109,83 km2.
Het dorp beschikt, als kleine gemeenschap in deze streek, over een zeldzaam fenomeen; sinds de kerkscheuring, onder invloed van pastoor Schoonbroodt (1933-2012) die vasthield aan de traditionele liturgie, heeft het dorp twee kerkgemeenschappen met elk hun kerk.
Opvallend kenmerk in dit dorp en de hele streek (de Duitstalige dorpen en gemeenten) - en een element om even letterlijk bij stil te staan - zijn de bescheiden oorlogsmonumenten met lange lijsten gesneuvelden uit de beide wereldoorlogen. De streek is historisch altijd een twistgebied geweest maar kende in de periode 1940-45 helaas de pech weer geannexeerd te zijn door Hitler-Duitsland nadat het in 1919 was geannexeerd door België.

## Bezienswaardigheden
- Sint-Pieterskerk
- Heilig Hartkerk
- Een verlaten steengroeve rijk aan fossielen uit het Devoon, toen deze streek met een ondiep meer was bedekt.

## Nabijgelegen kernen
Auel, Weweler, Reuland, Bracht
Deelgemeenten: Reuland · Thommen

Overige kernen: Aldringen · Alster · Auel · Bracht · Braunlauf · Diepert · Dürler · Espeler · Grüfflingen · Koller · Lascheid · Lengeler · Maldingen · Malscheid · Maspelt · Oberhausen · Oudler · Ouren · Richtenberg · Steffeshausen · Stoubach · Weidig · Weisten · Weweler

Belgische gemeenten · Duitstalige Gemeenschap · Arrondissement Verviers · Luik · Wallonië